# Poeni
Poeni è un comune della Romania di 3 084 abitanti, ubicato nel distretto di Teleorman, nella regione storica della Muntenia. 
Il comune è formato dall'unione di 7 villaggi: Banov, Brătești, Cătunu, Poeni, Preajba, Țăvârlău, Vătași.
L'attività economica prevalente è quella legata all'industria petrolifera, stante la presenza sul territorio di giacimenti da tempo sfruttati.